# Gürcan Gözüm
Gürcan Gözüm (sinh ngày 30 tháng 8 năm 1994) là một cầu thủ bóng đá Thổ Nhĩ Kỳ thi đấu cho Aydınspor 1923. Anh ra mắt Süper Lig ngày 17 tháng 5 năm 2013.